# Pouteria engleri
Pouteria engleri är en tvåhjärtbladig växtart som beskrevs av Pierre Joseph Eyma. Pouteria engleri ingår i släktet Pouteria och familjen Sapotaceae. Inga underarter finns listade i Catalogue of Life.